# Il diario di un curato di campagna
Il diario di un curato di campagna (Journal d'un curé de campagne) è un film del 1951 diretto da Robert Bresson, tratto dall'omonimo romanzo di Georges Bernanos.
Fu presentato in concorso alla 12ª Mostra internazionale d'arte cinematografica di Venezia, dove vinse il Premio OCIC (Office Catholique International du Cinèma).
La locandina originale è del grafico francese Paul Colin.

## Trama
Un giovane prete, appena uscito dal seminario, viene chiamato ad amministrare il sacerdozio ad Ambricourt, un paesino della campagna francese.
Qui inizia la sua missione, disinteressandosi delle necessità terrene e materiali, curandosi assai poco anche della sua salute: l'uomo soffre infatti di lancinanti dolori di stomaco, che lo costringono a mangiare solo pane e vino, e mostrando una spiccata tendenza al misticismo.
Questo suo atteggiamento gli attira le critiche del parroco di Torcy, un tipo di prete ispirato a un modello antitetico: energico e pratico, il quale consiglia al nuovo curato di intrattenere più intense relazioni con la nobiltà del paese, traendone vantaggio per sé e la parrocchia.
La purezza e la semplicità di cuore del protagonista non vengono comprese dai parrocchiani. Viene sbeffeggiato dalle bambine del catechismo e i sintomi dei suoi problemi di salute vengono attribuiti a un suo inesistente etilismo.
Le avversità della vita si accaniscono sempre di più su di lui: il dottore di campagna che lo tiene in cura in un momento di sconforto si uccide. Egli infine, in fedele e rigoroso adempimento al suo ministero intrattiene rapporti sempre più stretti con la famiglia del conte dei luoghi, pervasa da tensioni, rimorsi, avversioni e tradimenti.
Egli nota nella figlia del conte, Chantal, i segni di un atteggiamento ribelle che capisce essere frutto di tormento morale interiore e, in una serie di drammatiche conversazioni con la moglie del conte, che aveva perduto la fede dopo la morte prematura dell'unico figlio maschio e si era chiusa in una ostile protervia, riesce ad ottenerne una quasi miracolosa conversione.
Ciò gli attira i sentimenti ambivalenti di Chantal, che lo accusa di torti inesistenti, ma nello stesso tempo lo ammira, e le ostilità del conte, che istiga i parrocchiani a farlo allontanare. Stremato, senza più forze, e dopo aver incontrato troppo tardi, lungo il tragitto verso la stazione ferroviaria, un giovane che mostra di capirlo e di avere simpatia umana per lui e di condividerne i valori, si sposta a Lilla, dove scopre di essere affetto non dalla tubercolosi, ma da un tumore allo stomaco.
Si ritira nella casa di un suo compagno di seminario spretatosi da tempo, dove trascorre gli ultimi giorni della sua vita confortato dall'inequivocabile pensiero che la sua esistenza terrena sia stata una grazia di Dio, pronunciando, quali ultime parole: "Tutto è grazia".

## Riconoscimenti
- Premio Louis-Delluc 1951
- Gran Premio del Cinema Francese 1951
- Premio Internazionale della XII Mostra d'Arte Cinematografica
- Premio dell'Office Catholique International du Cinema (OCIC) 1951
- Premio per la miglior fotografia a Léonce-Henry Burel alla Mostra d'Arte Cinematografica di Venezia 1951

Nel 1954 il National Board of Review of Motion Pictures l'ha inserito nella lista dei migliori film stranieri dell'anno.

## Influenze in altre opere
Martin Scorsese, in un'intervista, ha dichiarato il suo debito nei confronti del film, nella realizzazione di Taxi Driver.